# Al Capone
Alphonse Gabriel Capone (Brooklyn, New York, 17. siječnja 1899.  - Miami Beach, Florida, 25. siječnja 1947.), američki kriminalac i mafijaš.
Glava obitelji Gabriele bio je brijač u selu Castellammare di Stabia u okolici Napulja, dok je Alphonsova majka radila kao švelja. U želji za boljim životom Caponevi su 1894. emigrirali u Sjedinjene Države i nastanili se u njujorškoj četvrti Williamsburg. 

## Rani život
Al je bio četvrto dijete od devetero braće i sestara. Capone je uvijek bio krupan, pa je tako napustio školu u četvrtom razredu zato što ga je pretukao ravnatelj. Capone je prije toga sam pretukao svog učitelja. Iako je živio u opasnom kvartu pokušao je ostati pošten, pa je u početku radio u slastičarnici i knjižari. Nakon što mu je stariji brat Vincent otišao iz Brooklyna, Al se priključio James Street bandi. To je bila tinejdžerska banda koju je vodio Johnny Torrio. S 12 godina je postao član South Brooklyn Rippers bande, nakon što se preselio u Južni Brooklyn.
S 18 godina, šef mu je ponudio da radi u Howard Inn, restoranu na obali Coney Islanda. U ljeto 1917., dok je radio tamo, prišao je sestri Franka Galluccia i rekao joj: "Imaš divnu guzu, shvati to kao kompliment". Naravno njen brat je tražio Alovu ispriku, a kada mu je Al prišao, Galluccio je izvadio nož i razrezao Alov lijevi obraz. Otuda i naziv "Scarface – Lice s ožiljkom". Al je to tumačio novinarima kao ranu zadobivenu u Francuskoj, u Prvom svjetskom ratu. Al se naravno nikad nije borio u Francuskoj. 1959. Galluccio je u jednom intervjuu izjavio da udarac nije bio dovoljno jak da obori Ala, pa je instinktivno povukao nož. Na Caponeovu nesreću, Galluccio je imao dobre veze, pa su se tako uz prisustvo Joea Masserie, Luckya Luciana i Yalea, riješili svi problemi između njih dvojice. Al se morao ispričati Gallucciu zbog uvrede, a on je morao Alu platiti 1000 $ zbog ožiljka.
1918. Al se zaljubio u Irkinju. Iako je bila skoro 2 godine starija od njega vjenčali su se iste godine. Mary (ili Mae kako su je neki zvali) uskoro je rodila Alberta Francusa Caponea.

## Karijera
Krajem 1918. godine Capone je pošao da prikupi dug za Yalea. Kada je vođa White Hand bande "Wild Bill" Lovett saznao da Capone gnjavi jednog od njegovih ljudi odlučio ga je ubiti. Da bi ga spasio, njegov mentor Frankie Yale ga šalje Johnnyju Torriu u Chicago. Tamo je radio za "Big Jima" Colosimoa i Torria. Torrio se posvađao sa svojim ujakom Colosimom zbog trgovine alkohola, koju mu je ovaj zabranio. Torrio i Capone su u vrijeme prohibicije (zabrana destilacije, prodaje ili točenja bilo kakvog alkohola) uvidjeli da se mogu brzo obogatiti. Torrio je odlučio ukloniti svog ujaka. Sredio je da Colosimo bude prisutan kod jednog istovara robe iz kamiona. Nakon samo dva hica ujak je pao mrtav na zemlju. Ubojica je bio Al Capone. Torrio je sad bio na samom vrhu Čikaškog podzemlja, a Capone mu je bio desna ruka. Odlučili su preuzeti čitav grad, pa su tako bande koje se nisu htjele pokoriti bile "primorane" to učiniti. Banda O'Banion se nije htjela pokoriti, pa je tako zaratila s Torriom i Caponeom. O'Banioni su smjestili Torria u bolnicu i kada je nakon mjesec dana izašao, uzeo je 30 milijuna dolara i vratio se u Brooklyn. 

Tako je sa samo 26 godina Al postao šefom jedne od najvećih mafijaških obitelji. Obitelj je imala preko 1000 članova. Iako je Capone bio ubojica, svodnik, utjerivač i trgovac alkoholom, javnost ga je voljela. Često je bio viđen u društvu političara, poslovnih ljudi i filmskih zvijezda. Ograničio je poslove na samo one koje je javnost voljela, alkohol, kocku i žene. "Jer ako im daš što žele, neće ti suditi", rekao je Al. Kad bi bio viđen na nekim kulturnim događajima, često su mu pljeskali i skandirali. Capone je izgradio reputaciju strahopoštovanja, tako da mu ni jedna suparnička banda nije smjela parirati u reketaškom poslu. Capone je bio okružen ljudima kojima je vjerovao, Frank Nitti, "Machine Gun" McGurn, Tony "Joe Batters" Accardo. Povjerenje je bilo sve što je Capone imao, jer "ako ne vjeruješ svojim tjelohraniteljima, onda si praktično mrtav čovjek". 

To povjerenje koje je izgradio bilo je obostrano među njegovim ljudima. Ali i s tako dobrim povjerenjem u svoje ljude, na Ala je bilo izvršeno nekoliko neuspjelih atentata. Jedan takav bio je i od strane O'Banion bande. Nekoliko napadača došlo je ispred Alovog restorana sa sačmaricama i automatskim puškama. Ispalili su preko 1000 metaka, ali se Al uspio skriti na podu i izvući bez ijedne ogrebotine. Kada su ga novinari pitali zna li tko je pucao, rekao je da je to vjerojatno bila njegova mušterija kojoj se nije svidjela hrana. Međutim Al je znao da su ga izdala trojica njegovih ljudi John Scalise, Albert Anselmi i Hop Toad Giunta. Pozvao ih je na večeru s ostalim prijateljima i nakon jela uzeo palicu kojom im je razbio glave.

## Masakr na Valentinovo
Nekoliko mjeseci prije ovoga, Capone je organizirao jedan od najpoznatijih atentata u povijesti mafije. Protivnička North Side banda koju je vodio Bugs Moran je sve više zadavala problema, pa ih je Al odlučio zaustaviti. Tzv. "Masakr na Valentinovo" dogodio se 14. veljače 1929. godine. Capone je poslao svoje ljude Moranu obučene kao policajce. Oni su bez ikakvih problema ušli i pobili 6 suparničkih mafijaša i 1 slučajnog prolaznika. U javnosti je događaj odjeknuo i svi su pomislili na Ala. Međutim on se i zato pobrinuo, pa je mjesec dana ranije otišao u Miami, a od tamo je telefonom pričao s glavnim tužiteljem. Iako je imao i više nego čvrst alibi, privukao je previše pažnje. U to vrijeme FBI nije imao ovlasti koje danas ima, pa su tako samo mogli osnovati porotu koja je poslala istražitelja da ispita Caponeov boravak u Miamiju. Istražitelj je zaključio da je Al morao ležati u krevetu zbog jakog bronhitisa. Na zahtjev glavnog tužitelja FBI poslana je nova istržna ekipa koja je zaključila da je Capone posjećivao konjske utrke, krstario do Nassaua, planirao put do Biminia i da je svaki put viđen u dobrom zdravstvenom stanju.

## Problemi sa zakonom
Capone se 20. ožujka 1929. godine pojavio na svjedočenju pred glavnom federalnom porotom u Chicagu. Davao je iskaze sve do 27. ožujka kada je pušten kao slobodan čovjek. Međutim čim je napustio sudnicu uhićen je od strane žalbenog suda i mogao se suočiti s kaznom od 1 godine zatvora i 1000 $ novčane kazne. Nakon što je platio 5000 $ jamčevine odmah je pušten. 17. svibnja 1929. godine Capone je uhićen u Philadelphiji zajedno sa svojim tjelohraniteljem, zbog nošenja oružja bez dozvole zbog čega je morao odslužiti godinu dana. Nakon 9 mjeseci je pušten zbog dobrog ponašanja. 28. veljače 1930. godine Capone je morao opet u zatvor na 6 mjeseci zbog neplaćanja sudskih troškova. Žalio se na tu odluku, ali mu je žalba poništena i poslan je u Cook okružni zatvor.

## Optužnica za porez i Alcatraz
U međuvremenu je ministarstvo financija spremalo optužnicu zbog utaje poreza. U optužnici su se pored Ala našli njegov brat Ralph "Bottles" Capone, Jake "Greasy Thumb" Guzik, Frank Nitti još neki Caponeovi suradnici. 16. lipnja 1931. Capone je priznao utaju poreza i iskorištavanje prohibicije. Kasnije je izjavio da je imao dogovor sa sucem da će odležati samo 2,5 godine. Nakon novog suđenja 18. listopada 1931. godine Capone je osuđen na 11 godina u federalnom zatvoru i 50 000 $ novčane kazne. Sudski troškovi su ga koštali 7692 $ i morao je platiti 215 000 $ poreza. Zbog žalbe je poslan u okružni zatvor Cook, a nakon što je žalba odbijena, poslan je u Alcatraz na obali San Francisca. U Alcatrazu mu nije bilo nimalo lako, iako je imao financijsku pomoć izvana, i neke mafijaške prijatelje, bilo je nekoliko pokušaja da se ubije Velikog Ala. Bio je uboden u leđa, bilo je pokušaja trovanja, davljenja...

## Bolest i kraj "Velikog Ala"
16. studenog 1939. Capone je pušten nakon odsluženih 7 godina, 6 mjeseci i 15 dana. Bolovao je od sifilisa koji je zaradio od svojih prostitutki i koji nije bio liječen. Infekcija se proširila na čitavo tijelo, pa tako i na mozak. Liječen je u apartmanu u Miamiju. Međutim bio je toliko bolestan da je skoro cijelo vrijeme vegetirao. Nikad se više nije vratio u Chicago, jer nije bio mentalno sposoban voditi obitelj. 1946. godine njegov psiholog i psihijatar su ustanovili da Al ima mentalne sposobnosti dvanaestogodišnjeg djeteta. Do smrti 25. siječnja 1947. Al je ostao uz svoju ženu i obitelj.